# Dear God (Elton John)
Dear God è un brano composto dall'artista britannico Elton John; il testo è di Gary Osborne.

## Il brano
Proveniente dall'album del 1980 21 at 33 (del quale costituisce la sesta traccia), fu pubblicato come singolo il 14 novembre 1980.
Musicalmente parlando, si caratterizza come un'imponente ballata di stampo pop (tipica dell'LP di provenienza), ulteriormente impreziosita da perspicue venature gospel; degni di menzione i cori che permeano e sovrastano la melodia, che mettono in evidenza Bruce Johnstone, Toni Tennille, Peter Noone, Curt Becher, Jon Joyce, Joe Chemay. Il testo di Osborne (letteralmente Caro Dio) è una speranzosa preghiera rivolta all'Onnipotente.
Il singolo, pubblicato come doppio (il primo disco conteneva Dear God e il brano Tactics, mentre il secondo includeva le due B-side Steal Away Child e Love So Cold), è la traccia di minore durata di 21 at 33; non raggiunse alcuna posizione in classifica nei due mercati principali della distribuzione discografica eltoniana (Stati Uniti e Regno Unito) ma guadagnò una numero 82 in Australia.